# Темнолесье
Темноле́сье (бел. Цемналессе) — деревня в Чаусском районе Могилёвской области Республики Беларусь. В составе Горбовичского сельсовета.

## История
В 1646 году упоминается как имение в Оршанском повете ВКЛ. В 1910 году — посёлок в Голеневской волости Чаусского уезда Могилёвской губернии; 23 двора, 144 жителя. Относилась к Самулковскому православному приходу.
До 2013 года в составе Каменского сельсовета.

## Население

### Численность
- 2009 год — 7 человек

### Динамика
- 2009 год — 7 человек